# Kienberg (Berlijn)
De Kienberg, ook wel Hellersdorfer Berg genoemd, is een heuvel in het landschap in het district Marzahn-Hellersdorf in Berlijn. De heuvel is 102,2 meter hoog en ligt in het stadsdeel Marzahn in Wuhletal tussen de straten Cecilien- en Eisenacher Straße.
De Kienberg is, na de Ahrensfelder Bergen (114,5 m) en voor de Biesdorfer Höhe (82,1 m), de op een na hoogste verhoging in het district Marzahn-Hellersdorf.
Op de heuvel en in de Gärten der Welt vond de Internationale Gartenausstellung 2017 (IGA 2017) plaats, deze was oorspronkelijk geplant op het Tempelhofer Feld.

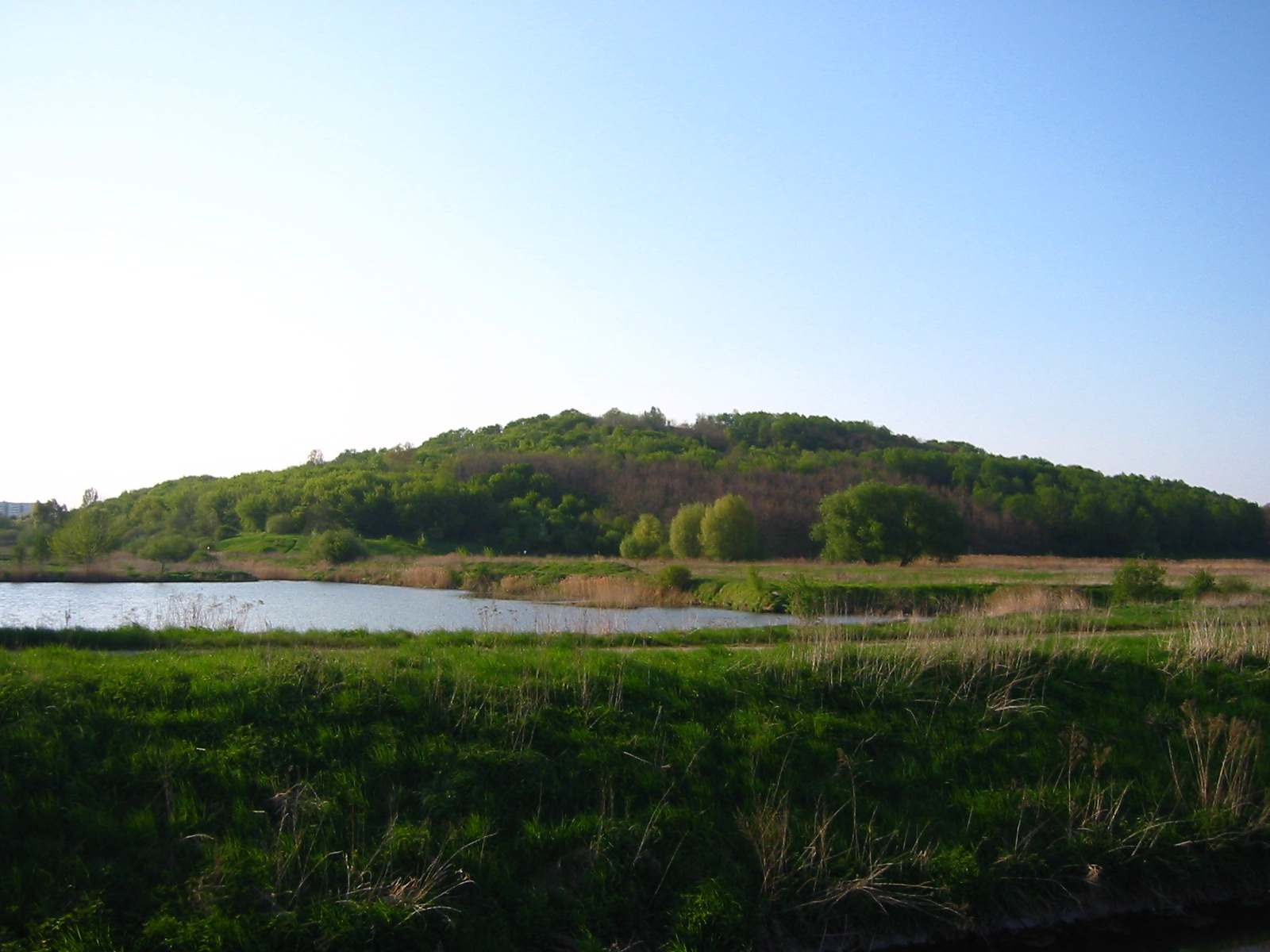
Aanzicht vanaf de Wuhle richting de Kienberg

## Panorama

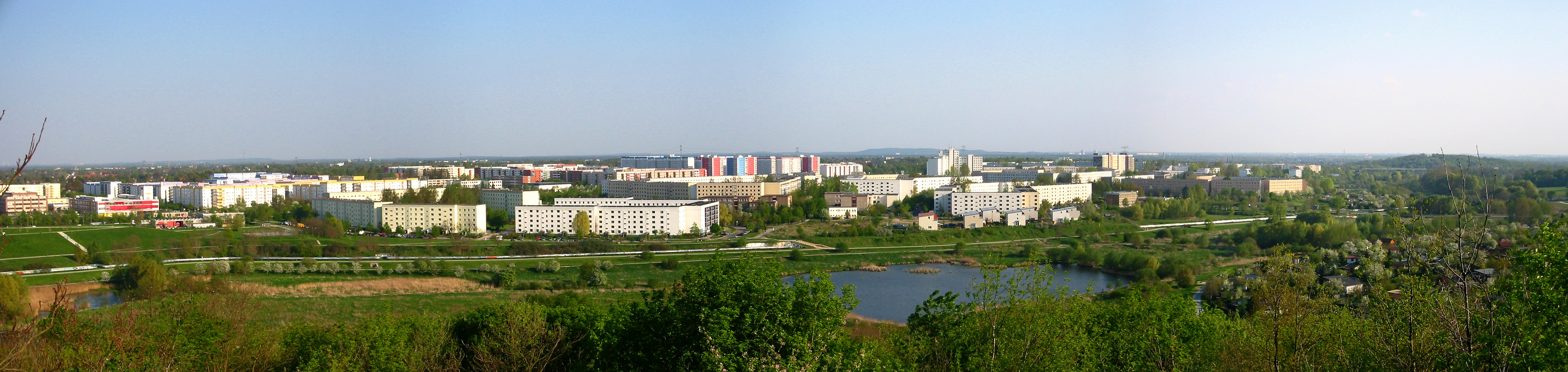
Uitzicht vanaf Kienberg in de richting het zuiden en zuidoosten, met Hellersdorf en Kaulsdorf-Nord